# Hentziectypus serax
Hentziectypus serax là một loài nhện trong họ Theridiidae.
Loài này thuộc chi Hentziectypus. Hentziectypus serax được Herbert Walter Levi miêu tả năm 1959.